# Acerotella gouleti
Acerotella gouleti är en stekelart som beskrevs av Lubomir Masner 1980. Acerotella gouleti ingår i släktet Acerotella och familjen gallmyggesteklar. Inga underarter finns listade i Catalogue of Life.